# Abe Hirafu
Abe Hirafu (阿部 比羅夫, também conhecido como Abe no Omi, 575 - 664) , celebre comandante militar nascido no Japão no século VII. 

## Biografia
Fatos sobre sua vida foram relatados no Nihon Shoki e no Kojiki, ambos escritos várias décadas após sua morte. O nome e a origem de seu pai são desconhecidos, pois as fontes escritas se contradizem e podem ter sido adulteradas para glorificar a genealogia dos clãs mais porenimentes da época em que foram escritos tais documentos.
Depois de atingir a idade adulta, Abe foi governador da província de Koshi. Em 658, derrotou os Mishihase (uma das tribos do norte do Japão, a qual os Japoneses da época chamavam de Emishi) em "Watarishima" (Hokkaido) a pedido dos habitantes nativos. Seus homens continuaram a ocupar Hokkaido e as ilhas Okushiri até 660, trazendo inúmeros troféus e prisioneiros para a Corte. Em março de 660, aliados locais pediram sua ajuda militar no rio Ishikari', em Hokkaido, onde voltou a ser vitorioso. 
Em 662, seu senhor (que logo se tornaria o imperador Tenji) o designou para junto com o príncipe Buyeo Pung de Baekje participar de uma expedição à península coreana para restaurar o reino caído por um ataque conjunto do Reino de Silla com o exército da Dinastia Tang.  A Abe foi atribuído o comando da divisão de retaguarda. Sua divisão era uma unidade inteiramente naval. Chegaram ao continente em agosto de 662 e foi chamado de volta após a derrota na Batalha de Hakusukinoe  em agosto de 663.
Em 668 foi-lhe oferecido pelo Imperador Tenmu o título de Sukune (famílias nobres de origem "divina") do Kabane 
Abe no Hirafu pode ser o ancestral de um ou mais dos clãs que se denominam Abe, bem como dos clãs Ando e Akita.